# Chestertown (Maryland)
Chestertown település az Amerikai Egyesült Államok Maryland államában, Kent megyében, melynek megyeszékhelye is. Lakosainak száma 5532 fő (2020. április 1.).

## Népesség
A település népességének változása:

| 2010 | 5 252 |
| 2020 | 5 532 |